# Остапов Сергій Дмитрович
Сергій Дмитрович Остапов (15 грудня 1920, село Низи, тепер смт. Сумського району Сумської області — 6 травня 2000, місто Суми) — радянський діяч, бригадир слюсарів-складальників Сумського насосного заводу Сумської області. Депутат Верховної Ради СРСР 5-го скликання.

## Біографія
Освіта неповна середня.
У 1938—1940 роках — слюсар Сумського машинобудівного заводу.
З 1940 року служив у Військово-морському флоті СРСР. Член ВЛКСМ з 1941 року. Учасник німецько-радянської війни з 1941 року. Був командиром відділення радистів Морського пункту зв'язку № 1 Чорноморського флоту.
З 1949 року — бригадир слюсарів-складальників Сумського насосного заводу Сумської області.
Потім — на пенсії в місті Сумах.

## Нагороди
- орден «Знак Пошани»  (31.10.1953)
- орден Червоної Зірки (25.09.1945)
- орден Вітчизняної війни II-го ст. (6.04.1985)
- медаль «За оборону Кавказу» (1.05.1945)
- медаль «За трудову доблесть» (1.11.1962)
- медаль «Ветеран праці» (12.12.1980)